# جيمس روبرت مارتن
جيمس روبرت مارتن (وُلد في عام 1950) هو أستاذ لغويات في جامعة سيدني ورائد 'مدرسة سيدني' في اللغويات الوظيفية النظامية. يشتهر مارتن بعمله في في نظرية التقييم.